# 坂井隆憲
坂井 隆憲（さかい たかのり、1947年〈昭和22年〉11月25日 - 2017年〈平成29年〉5月17日）は、日本の政治家、元大蔵官僚。元自由民主党所属。
2021年10月17日に投開票が行われた佐賀市長選挙に初当選し第5代佐賀市長に就任した坂井英隆は長男である。

## 人物

### 来歴
佐賀県出身。佐賀県立佐賀西高等学校を経て、1970年、国家公務員採用上級甲種試験（行政）合格。1971年、早稲田大学政治経済学部卒業。同年、大蔵省入省、国際金融局短期資金課配属。
入省同期に藤井秀人（日本政策投資銀行副社長、財務次官、京大法卒）、福田進（国税庁長官）、高木祥吉（ゆうちょ銀行副社長、金融庁長官）、吉田和男（経済学者、京大経卒）、坂井建（名古屋国税局長、中大法卒）、志賀櫻（弁護士、東京税関長、岐阜県警察本部長）、森田好則（財務省印刷局長）、窪野鎮治（国土交通省政策統括官、財務省印刷局長）、田村義雄（環境次官）、山本幸三（衆議院議員、地方創生担当大臣）など。
1975年7月、大蔵省理財局総務課企画係長。1976年7月12日、潮来税務署長。1977年横浜市財政局に出向。1979年、大蔵省主計局主計企画官補佐（財政計画第一、二係）。1982年、大蔵省主計局主計官補佐（総理府第二係主査）。1983年6月23日、中国財務局理財部長。1985年5月16日、大蔵省大臣官房企画官。同年、退官。翌1986年の第38回衆議院議員総選挙に佐賀県全県区から自由民主党公認で立候補するが落選した。
1990年、第39回衆議院議員総選挙に無所属で立候補し、初当選。当選後、自由民主党安倍派に所属。以後4回当選。
1996年から選挙区は佐賀1区から立候補することが決まった。同年の第41回衆議院議員総選挙では新進党の原口一博に敗れたが、比例九州ブロックで復活当選した。4年後の第42回衆議院議員総選挙では原口を抑えて当選した。
1996年1月、第1次橋本内閣にて労働政務次官に就任。2000年12月、第2次森改造内閣（中央省庁再編前）にて総理府総括政務次官と経済企画総括政務次官就任（兼任）。2001年1月、中央省庁再編に伴い、第2次森改造内閣（中央省庁再編後）にて初代内閣府副大臣（経済財政、規制改革、国民生活、男女共同参画、青少年対策、高齢社会対策、栄典、PKO、政府広報、科学技術、原子力、防災、インターネット博覧会（インパク）などの担当）に就任。

### 逮捕
2003年に業際研事件が引き金となり、大手人材派遣会社から献金約1億6800万円を不正処理の政治資金規正法違反容疑と公設秘書給与約2400万円を国から騙し取った詐欺容疑で東京地検特捜部から捜査を受けた。その際に、議員会館で書類をシュレッダーにかけたり、自宅で書類が燃やされるなどしたため、証拠隠滅の恐れがあると判断されて逮捕許諾請求が行われ、衆議院本会議で逮捕許諾決議が可決され、東京地検特捜部に政策秘書であった塩野谷晶（現：太田あき）と共に逮捕され、自民党から除名処分となった。3月25日、衆議院本会議で議員辞職勧告決議が可決されたが辞職を拒否したため、同年10月10日衆議院解散までの約7ヶ月間、議員として在職した。12月18日に保釈金2,000万円で9ヶ月ぶりに保釈された。
裁判で坂井は「献金先は自分が代表を務めた政党支部で、資金管理団体の虚偽記載は成立しない」と主張したが、2004年12月24日、東京地裁（高麗邦彦裁判長）は秘書給与詐取と政治資金規正法違反について直接指示を出すなど主導的役割を果たしたとして有罪を認定し、懲役2年8ヶ月の実刑判決を言い渡した。判決では政治資金規正法違反について「支援企業の社会保険料未納などで口利きを行った見返りに多額の寄付を受けた」と闇献金が賄賂性を帯びたものと認定された。控訴するも後に自ら取り下げて実刑判決が確定したため、東京拘置所に収監された。
2017年5月17日、佐賀市内の自宅で大腸がんにより死去。69歳没。

## 選挙歴
| 当落 | 選挙                   | 執行日         | 年齢 | 選挙区              | 政党       | 得票数    | 得票率 | 定数 | 得票順位 /候補者数 | 政党内比例順位 /政党当選者数 |
| ---- | ---------------------- | -------------- | ---- | ------------------- | ---------- | --------- | ------ | ---- | ------------------ | ---------------------------- |
| 落   | 第38回衆議院議員総選挙 | 1986年07月06日 | 38   | 佐賀全県区          | 自由民主党 | 5万3351票 | 10.53% | 5    | 6/7                | /                            |
| 当   | 第39回衆議院議員総選挙 | 1990年02月18日 | 42   | 佐賀全県区          | 無所属     | 8万1040票 | 15.84% | 5    | 4/7                | /                            |
| 当   | 第40回衆議院議員総選挙 | 1993年07月18日 | 45   | 佐賀全県区          | 自由民主党 | 5万5242票 | 11.04% | 5    | 5/9                | /                            |
| 比当 | 第41回衆議院議員総選挙 | 1996年10月20日 | 48   | 比例九州（佐賀1区） | 自由民主党 | 6万286票  | 37.57% | 23   | 2/5                | 9/9                          |
| 当   | 第42回衆議院議員総選挙 | 2000年06月25日 | 52   | 佐賀1区             | 自由民主党 | 7万155票  | 40.81% | 1    | 1/5                | /                            |

## 著書
- 「日本版ビッグバン構想の視点」（研修社）
- 「さよなら、「固定」資産―光り輝く個人の時代の「価値あるもの」の活かし方」（あさ出版）